# Tony Thompson (zanger)
Tony Thompson (Waco (Texas), 2 september 1975 – aldaar, 1 juni 2007) was een Amerikaanse r&b- en soulzanger. Hij was een tijdlang lid van de r&b-groep Hi-Five en blies deze later weer nieuw leven in.
Thompson begon op achtjarige leeftijd met zingen in een plaatselijk kerkkoor. Daarna deed hij mee aan lokale talentenjachten. Iemand merkte hem op en liet hem met een viertal anderen een demo maken. Dat leidde tot de oprichting van Hi-Five in 1990. Het debuutalbum van de groep leverde meervoudig platina op en er werden diverse hits behaald, zoals I like the way, I can't wait a minute en Just another girlfriend.
In 1994 hield Hi-Five op te staan en Thompson ging solo verder met zijn in 1995 uitgebrachte Sexsational. Later kwam hij met een eigen platenmaatschappij, N'Depth geheten, en richtte hij Hi-Five opnieuw op, ditmaal met vier nieuwe leden, onder wie zijn jongere broer. In 2006 gaf hij The Return uit, een reüniealbum van de vroegere leden van Hi-Five, maar dit had geen succes.
Thompson werd op 31-jarige leeftijd dood aangetroffen in Waco, Texas. Zijn lichaam werd op 1 juni 2007 gevonden in de buurt een airconditioningapparaat. Dr. Reade A. Quinton, een medisch onderzoeker aan het Southwestern Instituut voor Forensische Wetenschappen in Dallas, concludeerde dat Thompson gestorven was aan "de toxische effecten van chloordifluormethaan", oftewel het inademen van een giftige hoeveelheid freon.